# Charles Yorke, IV conte di Hardwicke
Charles Philip Yorke, IV conte di Hardwicke (Hamble-le-Rice, 2 aprile 1799 – 17 settembre 1873) è stato un ammiraglio e politico inglese.

## Biografia
Era il primogenito dell'ammiraglio Sir Joseph Sidney Yorke (1768-1831), secondo figlio di Charles Yorke, e della sua prima moglie, Elizabeth Weake Rattray (?-1812). Era un nipote di Philip Yorke, III conte di Hardwicke. Studiò a Harrow e al Royal Naval College.

## Carriera navale
Entrò nella Royal Navy nel maggio 1815 come guardiamarina sulla HMS Prince. Successivamente, prestò servizio nel Mediterraneo, sulla HMS Sparrowhawk e sulla HMS Leviathan, poi sulla HMS Queen Charlotte, il fiore all'occhiello di Lord Exmouth, che gli affidò il comando di una cannoniera al bombardamento di Algeri.
In seguito si unì alla HMS Leander sotto il comando di Sir David Milne, nel Nord America, dove gli venne dato il comando di Jane, una piccola nave che trasporta le spedizioni tra Halifax e Bermuda. Fu poi nominato luogotenente della HMS Grasshopper e, dopo pochi mesi, fu nominato al grado di tenente, nel mese di agosto 1819.
Nel 1825 fu nominato capitano per la sua lotta contro la pirateria. Tra il 1828 e il 1831, prese il comando della HMS Alligator e prese parte attiva alla operazione nella lotta tra la Grecia e la Turchia.
Tra il 1844 e il 1845, per brevi periodi, assunse il comando della nave a vapore HMS Black Eagle e HMS St Vincent, in cui portò l'allora imperatore di Russia, Nicola I, in Inghilterra.
Nel 1849, mentre era al comando della HMS Vengeance, partecipò alla repressione della rivolta repubblicana di Genova a sostegno delle forze del Regno di Sardegna, venendo decorato con la Medaglia d'oro al Valor Militare.
Nel 1863 venne nominato ammiraglio e si ritirò nel 1870.

## Carriera politica
Rappresentò il collegio di Reigate (1831-1832) e Cambridgeshire (1832-1834) nella camera dei comuni. Nel 1834, alla morte di suo zio, divenne il quarto conte di Hardwicke.
Fu membro del gabinetto di Lord Derby come Postmaster General e come Lord del sigillo privato (1858-1859). Nel 1852 divenne membro del Consiglio privato.

## Matrimonio
Sposò, il 14 ottobre 1833, Susan Liddell (1810-1886), figlia di Thomas Liddell, I barone Ravensworth e Mary Susannah Simpson. Ebbero otto figli:
- Lady Elizabeth Philippa (15 novembre 1834-13 gennaio 1936), sposò in prime nozze Henry John Adeane, ebbero tre figli, e in seconde nozze Michael Biddulph, I barone Biddulph, non ebbero figli;
- Charles Yorke, V conte di Hardwicke (23 aprile 1836-18 maggio 1897);
- Lady Mary Catherine (19 maggio 1837-14 dicembre 1890), sposò William George Craven, ebbero cinque figli;
- Lady Agneta Harriet (13 dicembre 1838-12 marzo 1919), sposò Sir Victor Alexander Montagu, ebbero un figlio;
- John Yorke, VII conte di Hardwicke (30 ottobre 1840-13 marzo 1909);
- Sir Victor Alexander (24 marzo 1842-23 dicembre 1867);
- Sir Elliot Constantine (13 luglio 1843-21 dicembre 1878), sposò Annie Rothschild, non ebbero figli;
- Sir Alexander Grantham (20 novembre 1847-17 marzo 1911).

## Morte
Morì il 17 settembre 1873, all'età di 74 anni.